# Ramal Rucapequén-Concepción
El Ramal Rucapequén-Concepción también conocido como Rucapequén-Penco, fue una ruta ferroviaria chilena que unió las regiones de Ñuble y Biobío.

## Historia
Fue inaugurado en 1916 durante el gobierno de Juan Luis Sanfuentes. Comenzaba en la estación Rucapequén, situada en la comuna de Chillán Viejo, y finalizaba en la estación Penco, cruzando las comunas de Quillón, Ránquil, Coelemu, Tomé y Penco. Las estaciones Pissis y Menque originalmente tenían las denominaciones de Rafael y Pingueral, respectivamente, sin embargo fueron modificadas a sus nombres actuales mediante decreto del 25 de agosto de 1915.
Los últimos trenes que lo recorrieron en toda su extensión lo hicieron en la década de 1980. El tramo entre Concepción y el puerto de Lirquén es usado cotidianamente por trenes de carga. El tramo entre Rucapequén y Coelemu fue recorrido por un tren de pasajeros por última vez en 1986. La productora de celulosa Nueva Aldea, situada muy cerca de la vía férrea, ha ordenado estudios para evaluar la reactivación del tramo entre sus instalaciones y Rucapequén.
La penetración del automóvil y del bus como medio de transporte, sumado a la electrificación del ramal San Rosendo-Concepción a comienzos de la década de 1970, hicieron que el ramal Rucapequén-Concepción fuera perdiendo importancia, hasta que finalmente a mediados de los años 80 se suprimió el servicio de pasajeros.
La Empresa de los Ferrocarriles del Estado enajenó en la década de 1990 los terrenos sobre los cuales se emplazaban algunas pequeñas estaciones rurales.

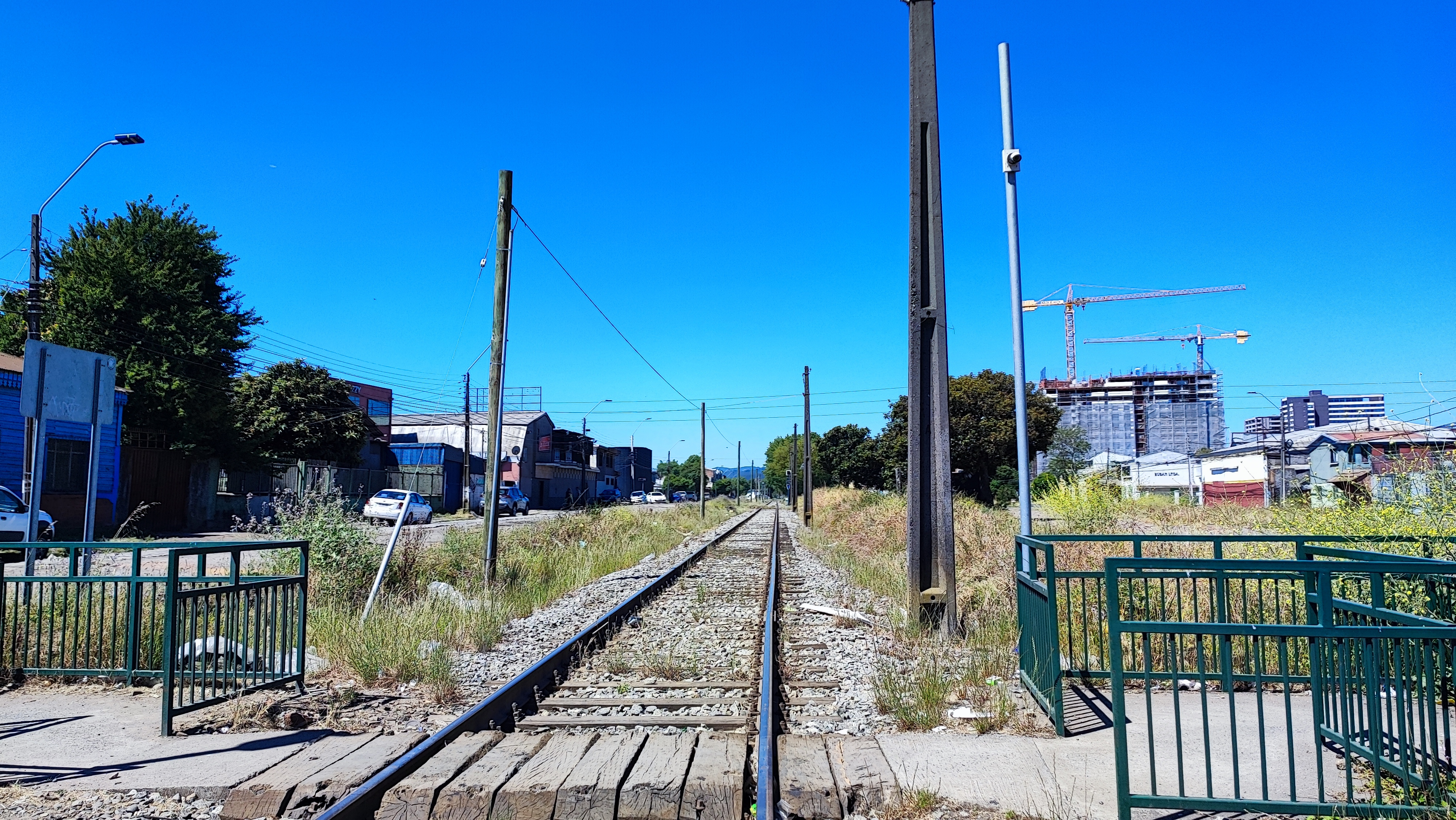
Situación del ramal a diciembre de 2023, a la altura del cruce de la calle Aníbal Pinto (Concepción), mirando hacia el norte. Esta parte del ramal es aún utilizada por trenes de carga hacia el Puerto Lirquén.

Actualmente se encuentran operativos para el tráfico de carga el tramo entre Concepción y el puerto de Lirquén, con una extensión de 20 kilómetros, y el tramo desde Rucapequén hasta Nueva Aldea. El resto del ramal no se encuentra operativo, y el tramo que bordea la costa desde Lirquén hasta Dichato y Pingueral se encuentra cortado en varias partes por derrumbes y socavamientos del terraplén. En la zona urbana de la comuna de Tomé, el tramo hasta calle Nogueira fue retirado en la década del 2010 en virtud del proyecto "Eje Vial Almirante Latorre", inaugurado en 2014, y que consistía en ampliar a doble vía la calle Almirante Latorre (desde fines de 2023 llamada Avenida Cecilia Pantoja Levi, en homenaje a la cantante tomecina Cecilia fallecida el 24 de julio de ese año), además de la construcción de un paseo por el borde costero hasta la zona de restaurantes en Playa Bellavista; lo que implicó ocupar la faja ferroviaria, incluyendo la demolición del puente ferroviario sobre el Estero Bellavista para reemplazarlo por un puente vehicular.

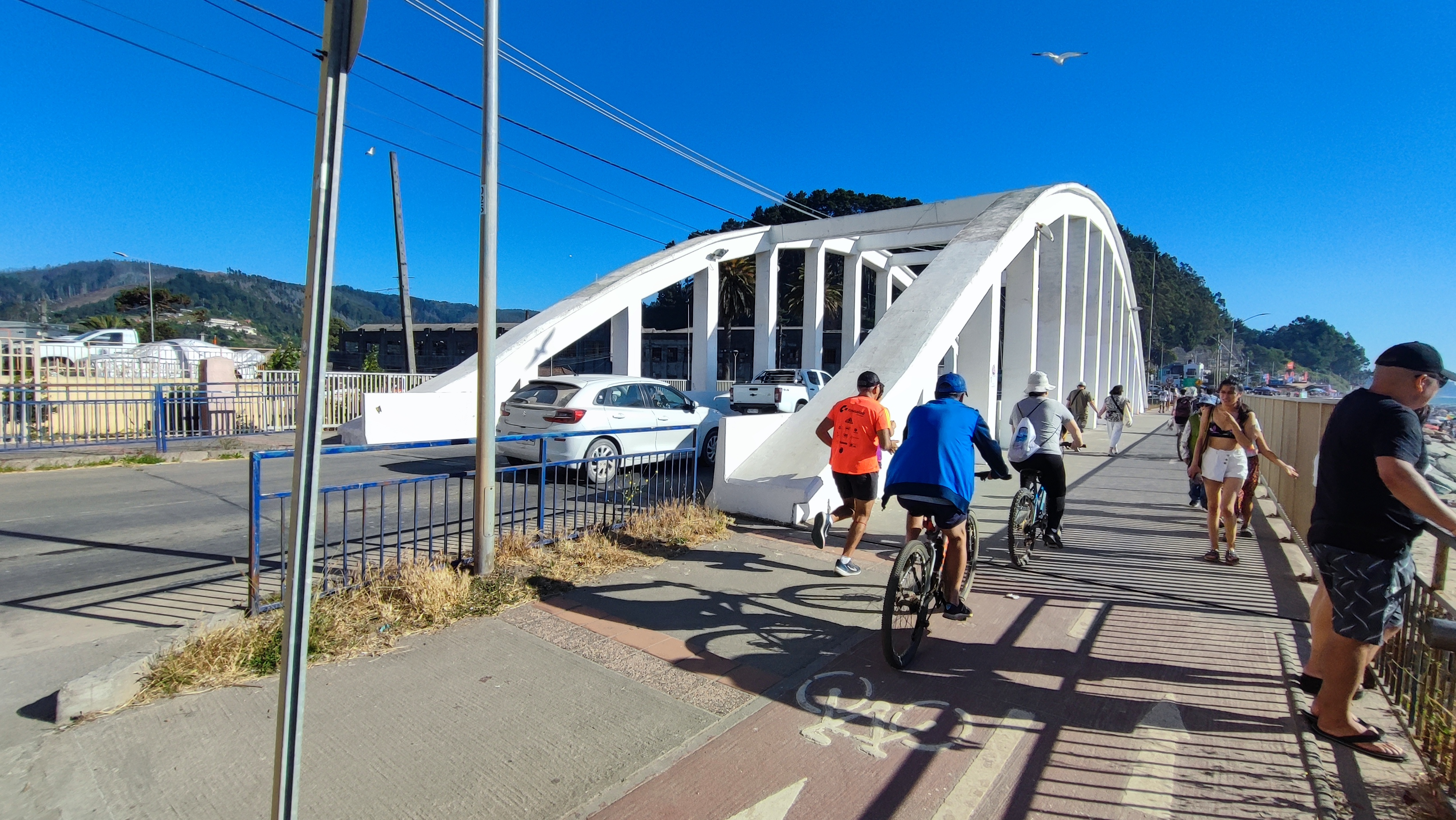
El puente ferroviario sobre el Estero Bellavista (comuna de Tomé), fue demolido y reemplazado por un puente vehicular unidireccional, en virtud del proyecto "Eje Vial Almirante Latorre", inaugurado el 2014

Desde el cese de tránsito del ferrocarril entre Lirquén y Tomé, la faja por donde pasaba la línea férrea ha sido utilizada como acceso peatonal a las playas de Punta de Parra, Tres Pinos, y El Túnel (esta última ubicada en la embocadura norte del túnel que conecta Lirquén con Punta de Parra, inaugurado en 1914) en la comuna de Tomé; y la playa La Cata, de la comuna de Penco. Esta faja no ha estado exenta de polémicas, debido a diversos cierres o impedimentos que han implementado los propietarios colindantes para obligar a los transeúntes a bajar por el acceso controlado y pagado existente a la altura de Punta de Parra; lo cual ha sido sancionado en diversas oportunidades por la SEREMI de Bienes Nacionales, e incluso por la justicia, debido a que la ley en Chile garantiza el libre acceso a las playas.
En julio de 2018 Fesur (actual EFE Sur) anunció que se realizarían estudios para volver a utilizar el ramal para transporte de pasajeros en el tramo entre Concepción y Lirquén, como una extensión del Biotren. Ante ello, en diversas oportunidades se planteó que los estudios consideraran llegar hasta la playa Bellavista en Tomé. En mayo de 2023 se iniciaron los estudios de prefactibilidad para la creación de la Línea 3 del Biotren hasta Lirquén, ocupando la línea férrea existente de este ramal, y se implementarán 5 estaciones, entre ellas las antiguas estaciones de Penco y Lirquén.